# David Alan Basche
David Alan Basche (Hartford (Connecticut), 25 augustus 1968) is een Amerikaans acteur.

## Biografie
Basche begon al met acteren op de basisschool, zijn eerste rol was in het toneelstuk De Lotgevallen van Tom Sawyer, hierna heeft hij nog meerdere rollen gespeeld op de basisschool en highschool. Later heeft hij als acteur rollen gespeeld in lokale theaters. Basche is getrouwd met actrice Alysia Reiner. Samen hebben zij een dochter.

## Filmografie

### Films
Uitgezonderd korte films.
- 2022 Glimpse - als Phil
- 2021 Know Fear - als Donald
- 2018 Almost Home - als Kevin
- 2018 Egg - als Don
- 2017 Sidney Hall - als senator Dale
- 2016 Equity - als Ian
- 2012 Backwards – als Cox
- 2011 Real Steel – als commentator bij boksen
- 2011 The Adjustment Bureau – als hulpverlener van Thompson
- 2010 Sex and the City 2 – als David
- 2008 The Peppermint Tree – als Brian
- 2007 I'll Believe You – als Dale Sweeney
- 2007 Schooled – als drama leraar
- 2006 United 93 – als Todd Beamer
- 2006 Shut Up and Sing – als Steven
- 2005 Crazylove – als Paul Lasher
- 2005 War of the Worlds – als Tim
- 2005 Play Dates – als Jake
- 2004 Carry Me Home – als Bernard
- 2004 Bandwagon – als de jongen die Tubie raakt
- 2004 Mr. Ed – als Wilbur Pope
- 2002 Full Frontal –als agent van Nicholas
- 2002 Hourly Rates – als Ritchie

### Televisieseries
Uitgezonderd eenmalige gastrollen.
- 2021 Around the Sun - als Alex - 2 afl.
- 2011 – 2015 The Exes – als Stuart Gardner – 64 afl.
- 2008 The Starter Wife – als Kenny Kagan – 10 afl.
- 2008 Lipstick Jungle – als Mike Harness – 6 afl.
- 2005 Rescue Me – als Steve Bowden – 2 afl.
- 2003 Miss Match – als Brian – 2 afl.
- 2003 Frasier – als Woody Wiswell jr. – 2 afl.
- 2001 – 2002 Three Sisters – als Steven Keats – 19 afl.
- 1999 Oh, Grow Up – als Norris Michelsky – 13 afl.